# مدیریت هنری
مدیریت هنری رشته‌ای در بخش هنر است که برنامه‌ریزی را در سازمان‌های فرهنگی تسهیل می‌کند. مدیران هنری مسئول تسهیل عملیات روزمره سازمان و همچنین اهداف بلندمدت و تحقق چشم‌انداز و مأموریت آن هستند. مدیریت هنر در دهه ۱۹۶۰ برای اولین بار شکل گرفت. تئاترها، موزه‌ها، سمفونی‌ها، خانه‌های اپرا، شرکت‌های باله و بسیاری از سازمان‌های کوچک‌تر حرفه‌ای و غیرحرفه‌ای مرتبط با هنر (مانند خانه‌های حراج، گالری‌های هنری، شرکت‌های موسیقی و غیره) از مدیر هنری استفاده می‌کنند. وظایف یک مدیر هنری می‌تواند شامل مدیریت کارکنان، بازاریابی، مدیریت بودجه، روابط عمومی، جمع‌آوری کمک مالی، ارزیابی توسعه برنامه و روابط هیئت مدیره باشد.